# Avatar (mitologia)

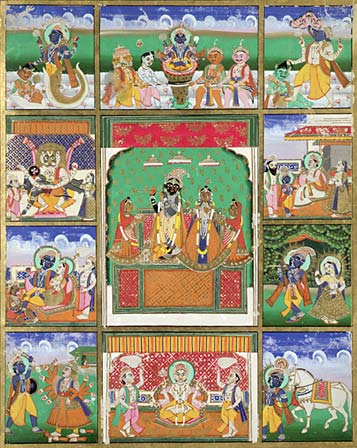
Els deu avatars de Vixnu

Un avatar (en sànscrit अवतार avatāra) és un concepte dins de l'hinduisme que en sànscrit significa literalment "descendencia". Significa l'aparició material o l'encarnació d'una poderosa deïtat, deessa o esperit a la Terra. El verb relatiu "aixecar-se, fer la seva aparença" s'utilitza a vegades per referir-se a qualsevol gurú o ésser humà venerat.
La paraula avatar no apareix a la literatura vèdica; tanmateix, apareix en formes desenvolupades a la literatura post-vèdica, i com a substantiu particularment a la literatura puránica després del segle VI dC. Malgrat això, el concepte d'avatar és compatible amb el contingut de la literatura vèdica com els Upanishads, ja que és una imatge simbòlica del concepte Saguna Brahman en la filosofia de l'hinduisme. El Rigveda descriu Indra com a dotada d'un misteriós poder d'assumir qualsevol forma a voluntat. El Bhagavad Gita exposa la doctrina d'Avatara però amb termes diferents de l'avatar.
Teològicament, el terme s'associa més sovint amb el déu hindú Vishnu, encara que la idea s'ha aplicat a altres deïtats. A les escriptures hindús apareixen diferents llistes d'avatars de Vishnu, incloent els deu Dashavatara del Garuda Purana i els vint-i-dos avatars del Bhagavata Purana, encara que aquest últim afegeix que les encarnacions de Vishnu són innombrables. Els avatars de Vishnu són importants en la teologia del Vaishnavisme. En la tradició de l'hinduisme basat en la deessa shaktismo, es troben habitualment avatars de la Devi en diferents aspectes com Tripura Sundari, Durga, Chandi, Chamunda, Mahakali i Kali. Si bé els avatars d'altres deïtats com Ganesha i Shiva també s'esmenten en els textos hindús medievals, això és menor i ocasional. La doctrina de l'encarnació és una de les diferències importants entre les tradicions de l'hinduisme Vaishnavisme i Shaivisme.
Conceptes d'encarnació que en alguns aspectes són similars a l'avatar també es troben en el budisme, el cristianisme i altres religions.
Les escriptures del sikhisme inclouen els noms de nombrosos déus i deesses hindús, però va rebutjar la doctrina de l'encarnació del salvador i va avalar la visió dels sants del moviment hindú Bhakti com Namdev, que el déu etern sense forma es troba dins del cor humà i l'home és el seu salvador.

## Etimologia
El substantiu sànscrit (avatāra, hindustani: [əʋˈtaːr]) deriva del prefix sànscrit ava- (avall) i l'arrel tṛ (creuar). Aquestes arrels es remunten, afirma Monier-Williams, a -taritum, -tarati, -rītum.
Avatar significa "descens, encesa, per fer la seva aparició", i es refereix a l'encarnació de l'essència d'un ésser sobrehumà o d'una deïtat en una altra forma. La paraula també implica "superar, eliminar, fer caure, creuar alguna cosa". En les tradicions hindús, el "creuament o baixada" és simbolisme, afirma Daniel Bassuk, de la descendència diví de "l'eternitat al regne temporal, de l'incondicionat al condicionat, de l'infinit a la finitud". Un avatar, afirma Justin Edwards Abbott, és una saguna (amb forma, atributs) encarnació del nirguna Brahman o Atman (ànima). Avatar, segons Bhaktisiddhanta Sarasvati, en realitat significa "Descens diví" en els seus comentaris de The Shrimad Bhagavatam i The Bramha Samhita (esmentat a Brahmavaivarta Purana).
Ni els Vedes ni els Upanishads principals no mencionen mai la paraula avatar com a substantiu. Les arrels i la forma del verb, com ara avatarana, apareixen en textos hindús post-vèdics antics, però com "acció de descendir", però no com una persona encarnada (avatara). El verb relacionat avatarana és, afirma Paul Hacker, utilitzat amb doble significat, un com a acció de la descendència divina, un altre com a "deposar la càrrega de l'home" que pateix les forces del mal.
El terme es troba més comunament en el context del déu hindú Vishnu. La primera menció de Vishnu manifestada en forma humana per establir el Dharma a la Terra, utilitza altres termes com la paraula sambhavāmi al vers 4.6 i la paraula tanu al vers 9.11 del Bhagavad Gita, així com altres paraules com akriti i rupa en altres llocs. És en els textos de l'època medieval, els composts després del segle VI dC, on apareix la versió substantiva d'avatar, on significa l'encarnació d'una divinitat. La idea prolifera després, a les històries puràniques per a moltes deïtats, i amb idees com ansha-avatar o encarnacions parcials.

## Avatars de Vixnu
El concepte d'avatar dins de l'hinduisme s'associa més sovint amb Vixnu, l'aspecte preservador o sustentador de Déu dins de la Trinitat hindú o Trimurti de Brahma, Vishnu i Shiva. Els avatars de Vixnu descendeixen per potenciar el bé i lluitar contra el mal, restaurant així el Dharma. Els hindús tradicionals no es veuen a si mateixos com a "hinduistes", sinó com a Vixava (adoradors de Vixnu), Shaiva (adoradors de Shiva) o Shakta (adoradors de la Shakti). Cadascuna de les divinitats té la seva iconografia i mitologia, però comú a tots és el fet que la realitat divina té una forma explícita, una forma que el adorador pot contemplar. Un passatge sovint citat del Bhagavad Gita descriu el paper típic d'un avatar de Vixnu:
| «                     | Arjuna, sempre que la rectitud està en decadència, la injustícia és ascendent, aleshores jo em poso cap endavant. Per a la protecció dels virtuosos, per a l'extirpació dels malfactors, i per establir el Dharma (la justícia) sobre una base ferma, em manifesto d'edat en edat. | » |
| — Bhagavad Gita 4.7–8 | |   |

Els avatars de Vixnu apareixen a la mitologia hindú sempre que el cosmos està en crisi, normalment perquè el mal s'ha fet més fort i ha fet que el cosmos es desequilibri. L'avatar apareix llavors en una forma material, per destruir el mal i les seves fonts, i restaurar l'equilibri còsmic entre les forces sempre presents del bé i del mal.
Els avatars més coneguts i celebrats de Vixnu, dins de les tradicions vixnuismes de l'hinduisme, són Krishna, Rama, Narayana i Vasudeva. Aquests noms tenen una àmplia literatura associada amb ells, cadascun té les seves pròpies característiques, llegendes i arts associades. El Mahabharata, per exemple, inclou Krishna, mentre que el Ramayana inclou Rama.

### Dashavatara
El Bhagavata Purana descriu els avatars de Vixnu com a innombrables, encara que deu de les seves encarnacions, el Dashavatara, s'hi celebren com les seves principals aparicions. Els deu avatars principals de Vixnu s'esmenten a l'Agni Purana, el Garuda Purana i el Bhagavata Purana.
Els deu avatars més coneguts de Vixnu es coneixen col·lectivament com el Dashavatara (un compost sànscrit que significa "deu avatars"). Cinc llistes diferents s'inclouen al Bhagavata Purana, on la diferència està en la seqüència dels noms. Freda Matchett afirma que aquesta re-seqüenciació per part dels compositors pot ser intencionada, per tal d'evitar implicar prioritat o posar quelcom definitiu i limitat a l'abstracte.
| Nom                         | Descripció |
| --------------------------- | --- |
| Matsya                      | L'avatar del peix. Salva en Manu i els set savis del diluvi còsmic i, en algunes tradicions, salva els Vedes d'una asura anomenada Hayagriva.                                           |
| Kurma                       | The tortoise/turtle avatar. He supports the mountain named Mandara while the devas and the asuras churn the ocean of milk to produce the nectar of immortality.                         |
| Varaha                      | L'avatar del senglar. Ell rescata a Bhumi, la deessa de la terra, quan l'asura Hiranyaksha la segresta, restaurant el seu lloc legítim a l'univers.                                     |
| Narasimha                   | L'avatar del lleó. Salva el seu devot Prahlada i allibera els tres mons de la tirania d'un asura anomenat Hiranyakashipu.                                                               |
| Vamana                      | L'avatar del nan. Vençà el rei asura Mahabali a l'inframón després de fer tres passos sobre l'univers, restaurant el govern d'Indra.                                                    |
| Parashurama                 | L'avatar del guerrer savi. Destrueix els reis opressors de la classe militar i crea un nou ordre social.                                                                                |
| Rama                        | L'avatar del príncep. Rescata la seva dona Sita quan és segrestada pel rei rakshasa Ravana, restaurant el domini just al món.                                                           |
| Balarama (Debatut)          | El germà gran de Krishna i el déu de l'agricultura. Es descriu de manera diversa com un avatar de Shesha, la muntanya-serp de Vixnu i un avatar de Vishnu.                              |
| Krishna                     | El vuitè avatar de Vixnu que s'encarna per restablir la justícia al món. Mata a Kamsa, el tirà de Mathura i el seu oncle, i participa a la Guerra de Kurukshetra com a auriga d'Arjuna. |
| Siddharta Gautama (Debatut) | El Buda històric, que s'encarna per enganyar els asuras del camí dels Vedes, assegurant la victòria dels deves. En algunes tradicions, se'l coneix com un avatar de Vixnu.              |
| Kalki                       | El desè avatar profetitzat de Vixnu. S'encarna per posar fi a l'actual era de corrupció anomenada Kali Yuga, restablint les quatre classes i la llei al món.                            |

## Avatars de Shiva

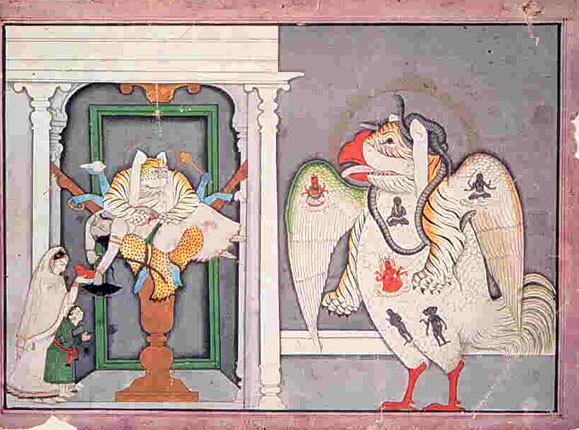
Sharabha (dreta) amb Narasimha (pintura del, Pahari/Escola Kangra)

Encara que les escriptures puràniques contenen referències ocasionals als avatars de Shiva, la doctrina de l'avatar no és ni universalment acceptada ni adoptada comunament en el xivaisme. Les opinions sobre la doctrina de l'encarnació han estat una de les diferències doctrinals significatives entre el vaisnavisme i el xaivisme, a més de les seves diferències sobre el paper de la vida familiar versus la vida monàstica per a l'alliberament espiritual. El xaivisme és una teologia transcendental, on l'home, amb l'ajuda del seu Guru, és el seu propi salvador.
El Linga Purana enumera vint-i-vuit avatars de Shiva. Al Shiva Purana hi ha una versió clarament saivita d'un mite tradicional de l'avatar: Shiva fa aparèixer Virabhadra, una de les seves aterridores formes, per tal de calmar a Narasimha, un avatar de Vishnu. Quan això falla, Shiva es manifesta com l'home-lleó-ocell Sharabha que calma l'avatar de l'home lleó Narasimha de Vishnu, i Shiva li dona a Vishnu un chakra (que no s'ha de confondre amb Sudarshan Chakra) com a regal. Una història similar s'explica a l'època medieval tardà Sharabha Upanishad. Tanmateix, l'escola Vaishnava Dvaita refuta aquesta visió shaivita de Narasimha. Segons el Shiva Purana, el Senyor Shiva té 19 avatars. Segons el Kurma Purana, en té 28.
El déu vanara Hanuman que va ajudar Rama (l'avatar de Vixnu) és considerat per alguns com l'onzè avatar de Rudra (Shiva). Alguns també creuen que algunes deïtats regionals com Khandoba són avatars de Shiva. Ashwatthama, el fill de Drona també es considera un Avatar de Lord Shiva.
Shesha i els seus avatars (Balarama i Lakshmana) estan ocasionalment vinculats a Shiva. Adi Shankara, el formulador de l'Advaita Vedanta, també és considerat ocasionalment com un avatar de Shiva.
A Dasam Granth, Guru Gobind Singh va esmentar dos avatars de Rudra: Dattatreya i Parasnath.

## Avatars de Devis
Els avatars també s'observen al xactisme, la secta dedicada al culte a la Deessa (Devi), però no tenen acceptació universal a la secta. El Devi Bhagavata Purana descriu el descens dels avatars Devi per castigar els malvats i defensar els justos, com ho fa el Bhagavata Purana amb els avatars de Vixnu.
Nilakantha, un comentarista del segle XVIII sobre el Devi Bhagavata Purana –que inclou el Devi Gita– diu que diversos avatars de la Deessa inclouen Shakambhari i fins i tot el Krishna i Rama masculins –en general es creu que són els avatars de Vixnu. Parvati, Lakshmi i Sarasvatí són les principals deesses adorades com avatars Devi.

## Avatars de Brahma
A Dasam Granth, les segones escriptures dels sikhs escrites per Guru Gobind Singh, esmentaven set avatars de Brahma.
1. Valmiki
2. Kashyapa
3. Shukra
4. Baches
5. Vyasa
6. Khat
7. Kalidasa

Khat avatar en aquesta llista es refereix a sis estudiosos diferents que es consideren els fundadors de sis escoles de filosofia índia. Segons l'Skanda Purana, Brahma es va encarnar com a Yajnavalkya en resposta a una maledicció de Shiva.